# Santa Maria Codifiume
Santa Maria Codifiume è una frazione del comune di Argenta, in provincia di Ferrara, popolata da circa 2 500 abitanti.
È situata sul lato sinistro del fiume Reno e benché faccia parte del comune di Argenta, gravita sulla cittadina bolognese di Molinella distante appena 5 km.
Il centro abitato antico si sviluppa lungo l'asse di via Fascinata, così chiamata per il suo originario rivestimento, il quale dal Quattrocento a fine Settecento era composto da fascine di rami e canne per favorire il transito di carri sulla sua superficie sterrata.

## Storia
Il nome “S. Maria Maddalena Cò del Fiume”, poi diventato Santa Maria Codifiume, deriva dalla chiesa fatta erigere in epoca estense dalla principessa Roverella Pio. Il paese fece parte successivamente della Legazione di Ferrara e nel periodo francese divenne comune del cantone di Portomaggiore. Con la restaurazione del governo pontificio Santa Maria Codifiume costituì un comune indipendente, per essere poi declassato a comune appodiato di Argenta nel 1831 e infine, nel 1859, per le disposizioni del dittatore dell'Emilia Luigi Farini, a frazione.
Durante la seconda guerra mondiale, nella primavera del 1945, il paese è stato oggetto di intensi bombardamenti.
Negli ultimi anni il numero di immigrati soprattutto extracomunitari, come pakistani, bengalesi e marocchini, è aumentato vertiginosamente.
Nonostante non ci siano dati aggiornati, si può approssimare che la popolazione straniera a Santa Maria Codifiume sia circa metà.

## Monumenti e luoghi d'interesse
- Chiesa di Santa Maria Maddalena. La parrocchiale fu fatta impreziosire su volere del cardinale Luigi Giordani.

## Economia
L'economia è principalmente agricola e basata sulla coltivazione di frutta, in particolare mele e pere.
Sono presenti alcuni stabilimenti in cui la frutta viene selezionata e posta in conservazione.
In passato era molto diffusa la coltivazione e la lavorazione della canapa, una fibra tessile molto diffusa in alternativa al ben più costoso cotone, coltivazione attualmente non più in essere; si trovano ancora nelle campagne alcuni invasi di acqua (maceri) nei quali venivano posti in macerazione i fasci di canne da canapa, in modo da eliminare per putrefazione la frazione legnosa e liberare la fibra: successivamente l'invaso veniva svuotato e i fasci venivano fatti asciugare al sole per successiva lavorazione meccanica di battitura e raccolta della fibra grezza pronta per le lavorazioni finali.
È in corso una piccola espansione della zona artigianale, con apertura di nuove attività.